# Operation Fulcrum
Die Operation Fulcrum war eine Serie von 21 US-amerikanischen Kernwaffentests, die 1976 und 1977 auf der Nevada Test Site in Nevada durchgeführt wurde.

## Die einzelnen Tests der Fulcrum-Serie
| #  | Bombe                   | Datum / Zeit (GMT)           | Testgelände         | Testart | Sprengkraft   | Anmerkungen                                                     |
| -- | ----------------------- | ---------------------------- | ------------------- | ------- | ------------- | --------------------------------------------------------------- |
| 1  | Gouda                   | 6. Oktober 1976 17:00 Uhr    | Area 2ef            | Schacht | <20 kT        |                                                                 |
| 2  | Sprit                   | 10. November 1976 14:58 Uhr  | Area 3hc            | Schacht | <20 kT        |                                                                 |
| 3  | Chevre                  | 23. November 1976 15:15 Uhr  | Area 10ay           | Schacht | <20 kT        |                                                                 |
| 4  | Redmud                  | 8. Dezember 1976 14:49 Uhr   | Area 7ab            | Schacht | <20 kT        |                                                                 |
| 5  | Asiago                  | 21. Dezember 1976 15:09 Uhr  | Area 2ar            | Schacht | <20 kT        |                                                                 |
| 6  | Sutter                  | 21. Dezember 1976 15:58 Uhr  | Area 2bw            | Schacht | <20 kT        |                                                                 |
| 7  | Rudder                  | 28. Dezember 1976 18:00 Uhr  | Area 7aj(s)         | Schacht | 20 bis 150 kT |                                                                 |
| 8  | Cove Oarlock            | 16. Februar 1977 17:53 Uhr   | Area 3ki Area 3km   | Schacht | <20 kT <20 kT | Simultanzündung verschiedener Bomben in verschiedenen Schächten |
| 9  | Dofino Dofino-Lawton    | 8. März 1977 14:24 Uhr       | Area 10ba Area 10ba | Schacht | <20 kT <20 kT | Simultanzündung verschiedener Bomben in einem Schacht           |
| 10 | Marsilly                | 5. April 1977 15:00 Uhr      | Area 2el            | Schacht | 20 bis 150 kT |                                                                 |
| 11 | Bulkhead                | 27. April 1977 15:00 Uhr     | Area 7am            | Schacht | 20 bis 150 kT |                                                                 |
| 12 | Crewline                | 25. Mai 1977 17:00 Uhr       | Area 7ap            | Schacht | 20 bis 150 kT |                                                                 |
| 13 | Forefoot                | 2. Juni 1977 17:15 Uhr       | Area 3kf            | Schacht | <20 kT        |                                                                 |
| 14 | Carnelian               | 28. Juli 1977 14:07 Uhr      | Area 4af            | Schacht | <20 kT        |                                                                 |
| 15 | Strake                  | 4. August 1977 16:40 Uhr     | Area 7ae            | Schacht | 20 bis 150 kT |                                                                 |
| 16 | Flotost                 | 16. August 1977 15:49 Uhr    | Area 2ao            | Schacht | <20 kT        |                                                                 |
| 17 | Gruyere Gruyere-Gradino | 16. August 1977 14:41 Uhr    | Area 9cg Area 9cg   | Schacht | <20 kT <20 kT | Simultanzündung verschiedener Bomben in einem Schacht           |
| 18 | Scantling               | 19. August 1977 17:55 Uhr    | Area 4h             | Schacht | 20 bis 150 kT |                                                                 |
| 19 | Scupper                 | 19. August 1977 17:32 Uhr    | Area 3hj            | Schacht | <20 kT        |                                                                 |
| 20 | Ebbtide                 | 15. September 1977 14:36 Uhr | Area 3kt            | Schacht | <20 kT        |                                                                 |
| 21 | Coulommiers             | 27. September 1977 14:00 Uhr | Area 2ei            | Schacht | 20 bis 150 kT |                                                                 |